# Lopskaja
La Lopskaja (in russo Лопская?) è un fiume della Russia europea settentrionale, tributario del lago Kovdozero. Scorre nel Louchskij rajon della Carelia e nel Kandalakšskij rajon dell'oblast' di Murmansk. Cambia nome nei vari tratti del suo corso.

## Descrizione
Il fiume ha origine dal lago Viksozero con il nome di Viksjoki, attraversa il lago Rogo e ne esce col nome di Rogojoki. A 89 km dalla foce riceve l'affluente Mjugra e prende il suo nome. Entra nel lago Bol'šoe Šapkozero, da dove esce sotto il nome di Bol'šaja (Šapkojoki). Attraversa ancora il Nižnee Šapkozero e il Tikšeozero dopodiché si divide in Vinča e Pudos, passa il lago con lo stesso nome e sfocia poi nel Notozero (bacino idrico Knjažegubskoe). Dal Notozero esce con il nome di Tjulle e sfocia nel lago Lopskoe. Ne esce il canale Lopskaja che sfocia nel lago Pažma, il quale fa parte del Kovdozero. Il fiume ha una lunghezza di 106 km, l'area del bacino è di 2760 km². Non ci sono insediamenti sul fiume.